# Кан II
Кан II (O-?:L K'INICH SAK WITZIBA:H-IL досл.: «Сердечный бог солнца-белый холмистый суслик»; 18 апреля 588 — 21 июля 658), также известный как Сак-Ба-Вицил или Сак-Вицил-Ба (SAK WITZIBA:H-IL досл.: «Белый холмистый суслик») — правитель майяского царства Канту со столицей в Караколе. При его инаугурации в 618 году он взял имя своего деда по отцовской линии Кана I. Чтобы отличать свои надписи от надписей от своего деда он сочетал его со своим детским именем Сак-Ба-Вицил (или Сак-Вицил-Ба).

## Биография
Кан II родился 9.7.14.10.8 3 Lamat 16 Wo (18 апреля 588) в семье Яхав-Те-Кинича II и Бац-Эк. У него был единоутробный брат Кнот-Ахав. 
Основные биографические данные:
- Родился: 9.7.14.10.8 3 Lamat 16 Wo (18 апреля 588).
- Воцарился: 9.9.4.16.2 10 Ik' 0 Pop (6 марта 618).
- Умер: 9.11.5.15.9 2 Muluc 7 Mol (21 июля 658) .

### Правление
Он стал преемником своего брата Кнот-Ахава, воцарившись 9.9.4.16.2 10 Ik' 0 Pop (6 марта 618) в возрасте 29 лет. Во время своего правления он установил стелы 3 и 22, алтари 2, 7, 17, 19 и 21 и панель 1 в Наранхо, столицы Саальского царства.
В тексте стелы 3 он подчеркнул своё законное наследство и важность своей матери. Также на стеле упомянуты правители Канульского царства: Ут-Чаналь связи с событием произошедшим 9.6.18.12.0, 8 Ajaw 8 Mol (14 августа 572 года), характер которого неясен (преемник Ут-Чаналя Яш-Йопаат воцарился незадолго от этой даты, поэтому это могло быть сообщением об его смерти) и Юкном-Ти-Чан упоминается на стеле как сюзерен Кана II, во время события, произошедшего 9.9.5.13.8, 4 Lamat 6 Pax (9 января 619 года).
На стеле 22 записана дата воцарения (9.9.9.0.5 11 Chikchan 3 Wo (28 марта 622 года)) правителя Кануля Тахом-Укаб-Кака, получения от него подарка в 627 году и дата его смерти (9.9.17.11 .14 13 Ix 12 Sak (1 октября 630 года)) и два успешных военных похода в 631 и 636 годах совместно с правителем Кануля Юкномом.
9.6.2.1.11, 6 Chuwen 19 Pop (11 апреля 556 года) Мутуль, под покровительством Вак-Чан-Кавиля, предпринял поход на Канту. Возможно причиной войны был переход Яхав-Те-Кинича II на сторону Кануля, врага Мутуля. Ут-Чаналь вмешался в конфликт за сторону Канту и 9.6.8.4.2, 7 Ik’ 0 Sip (1 мая 562 года) состоялась решающая битва, в которой было разгромлено войско Вак-Чан-Кавиля. Сам царь, вероятно, был пленён и принесён в жертву.
В алтаре 21 он записал последние годы своего отца Яхав-Те-Кинича II: смещение господства Мутульского царства к Канульскому царству над Канту; великий переворот в Тикале (столицы Мутуля) в 562 году.
В мае 626 года Канту напало на город Ко-Бент-Кауак, а также повторно через сорок дней. В мае 627 года состоялась битва против города Цам
Кан II умер 9.11.5.15.9 2 Muluc 7 Mol (21 июля 658) в возрасте 70 лет, проправя Канту 40 лет. Его преемником стал возможно его сын — Как-Ухоль-Кинич II.

## Внешние ссылки
- Caracol Altar 21 Revisited: More Data on Double Birdand Tikal’s Wars of the Mid-Sixth Century (недоступная ссылка) Архивировано 4 мая 2006 года.